# Сантехнические перегородки
Сантехнические перегородки — ограждающие и разграничивающие пространство конструкции, используемые для зонирования туалетных и душевых комнат.

## Назначение

### Туалетные
Туалетные перегородки делят комнату на блоки для создания зоны уединения. Представляют собой отдельные кабины. Производятся из ЛДСП, HPL и закаленного стекла.

### Душевые
Душевые перегородки применяются для зонирования помещения на небольшие индивидуальные секторы. Могут быть выполнены в виде экранов или кабин. Из-за специфики помещения обладают повышенной устойчивостью к влаге. Производятся из поликарбоната, компакт-пластика, ЛДСП, закаленного стекла.

### Писсуарные перегородки
Писсуарные перегородки используются для разделения открытой зоны мужского туалета на приватные отсеки. Имеют форму экранов и небольшую высоту. Производятся из поликарбоната, компакт-пластика, ЛДСП, закаленного стекла.

## Свойства
Сантехнические перегородки хорошо выдерживают специфичные условия использования – повышенный уровень влажности, интенсивное использование. Сами конструкции легкие, быстро устанавливаются, не требуют предварительной отделки помещения, экологичны и нетравматичны. Ухаживать за ними легко, использование бытовых средств для очистки не приносит вреда.